# Isabelle Gelas
Isabelle Gelas (Brussel, 9 april 1969) is een voormalig Belgisch lid van het Brussels Hoofdstedelijk Parlement.

## Levensloop
Als licentiate in de rechten werd Gelas beroepshalve advocate, juridisch raadgever van het OCMW van Vorst en parlementair attaché. Tevens werd ze verantwoordelijke van de afdeling Brussel-Stad van Actiris en was ze van 2012 tot 2018 kabinetschef van schepen van Brussel Marion Lemesre. Ook is ze gediplomeerd bemiddelaarster in burgerlijke, commerciële en sociale zaken. 
Gelas werd politiek actief voor het FDF en was voor deze partij van 1994 tot 2001 gemeenteraadslid van Vorst. Later stapte ze over naar de MR, de partij waarvoor ze van 2012 tot 2016 opnieuw gemeenteraadslid van Vorst was.
Daarnaast zetelde ze van 1999 tot 2001 in het Brussels Hoofdstedelijk Parlement.